# Mohamed Aden Sheikh
Mohamed Aden Sheikh, (in somalo محمد آدم الشيخ) (Kismayo, 1936 – Torino, 1º ottobre 2010), è stato uno scrittore, politico e chirurgo somalo, prigioniero politico (1982-88) di Siad Barre, è stato ministro della Salute, ministro dell'educazione e ministro dell'informazione della Somalia.

## Biografia
Laureatosi a Roma e specializzato a Bologna, ha esercitato la professione di medico in Somalia, dove ha intrapreso la carriera politica. Nominato più volte ministro (della Sanità, dell'Informazione, della Cultura), per le proprie posizioni critiche nei confronti del governo di Siad Barre fu arrestato nel 1975 e successivamente liberato. Per il proprio dissenso verso Barre fu fatto arrestare di nuovo nel 1982 e tenuto nel più totale isolamento, per sei anni, nel carcere speciale di Labatan Jirow. Fu processato nel 1987, prosciolto da ogni accusa ma messo agli arresti domiciliari per un anno ancora.
Nel 1989 tornò in libertà e per ragioni di salute si trasferì all'estero poco prima che cominciasse la guerra civile somala.
In Italia ha vissuto a Roma e quindi a Torino, dove ha diretto una clinica per anziani e opera per pazienti extracomunitari a Chieri.
Nel libro La Somalia non è un'isola dei Caraibi ha affermato di sentirsi allo stesso tempo somalo e italiano e di essersi per questo motivo impegnato politicamente in entrambi i Paesi.
La figlia, Kaha Mohamed Aden (Mogadiscio 1966 - Pavia 2023), era dal 1987 in Italia ed era anch'ella scrittrice.

## Politica
È stato uno dei principali dirigenti politici somali nel corso degli anni Settanta, quando il regime di Siad Barre tentò una trasformazione radicale della società pastorale somala in nome del "socialismo scientifico".
In Italia si è iscritto al Partito Radicale; è stato consigliere comunale nella città di Torino dal 1997 al 2001 per il Partito Democratico della Sinistra. È stato presidente del Centro piemontese di Studi africani e dell'associazione onlus Soomaaliya.

## Opere
- Arrivederci a Mogadiscio. Somalia: l'indipendenza smarrita, con Pietro Petrucci, Edizioni Associate, 1994
- La Somalia non è un'isola dei Caraibi, a cura di Pietro Petrucci, Diabasis, 2010